# Musikjahr 1753
Liste der Musikjahre

◄◄ | ◄ | 1749 | 1750 | 1751 | 1752 | Musikjahr 1753 | 1754 | 1755 | 1756 | 1757 | ► | ►►

Weitere Ereignisse
Dieser Artikel behandelt das Musikjahr 1753.

## Ereignisse

### Uraufführungen
- 08. Januar: Die Uraufführung der Oper Attilio Regolo von Niccolò Jommelli auf das Libretto von Pietro Metastasio findet am Teatro delle Dame in Rom statt.
- 09. Januar: Die Pastorale héroïque Titon et l’Aurore von Mondonville erlebt ihre Uraufführung in Paris.[1] Sie wird eines der erfolgreichsten Bühnenwerke des Komponisten, der damit die Partei der französischen Musik im Buffonistenstreit ergreift.
- 05. Februar: Johann Adolph Hasses Solimano nach einem Libretto von Giovanni Ambrogio Migliavacca wird in einer prächtigen und viel beachteten Aufführung am Hoftheater in Dresden uraufgeführt. Die Titelrolle singt Angelo Amorevoli, zwei weitere Hauptrollen sind mit Teresa Albuzzi-Todeschini und Giuseppe Belli besetzt. Für Bühnenbild und Ausstattung zeichnet der berühmte Giuseppe Galli da Bibiena verantwortlich. Noch bis zur zwölften Vorstellung ist die Oper ausverkauft. Migliavacca verfasst später noch eine weitere Fassung des Solimano-Librettos.

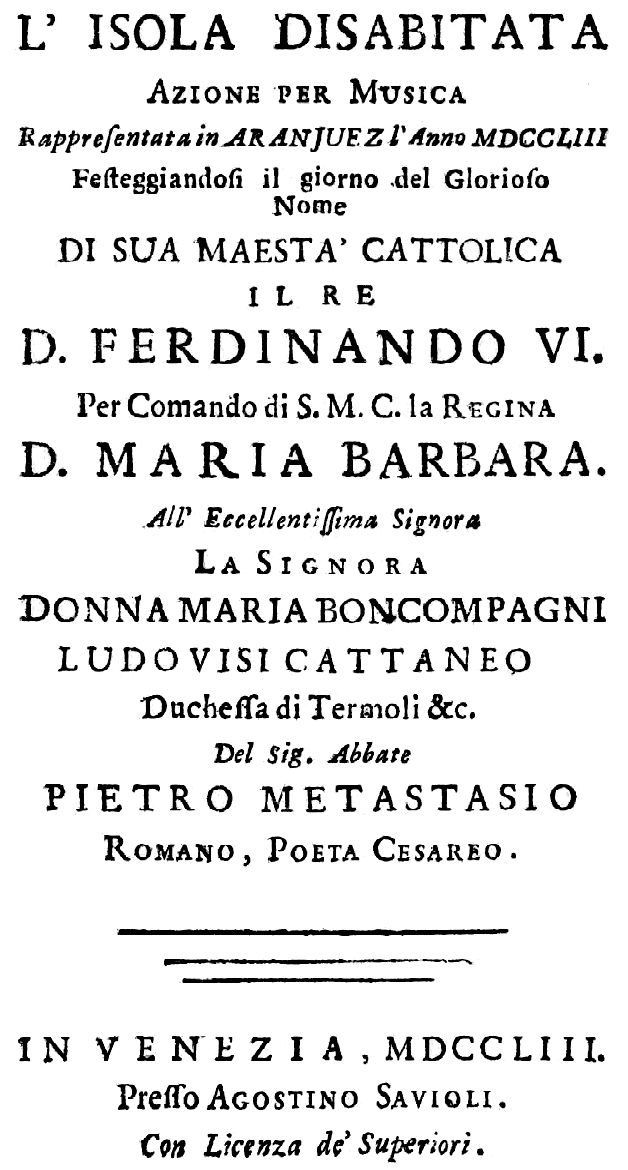
Titelseite des Librettos

- 31. Mai: Das Libretto L’isola disabitata von Pietro Metastasio wird in der Vertonung von Giuseppe Bonno anlässlich des Namenstages von König Ferdinand VI. von Spanien in Aranjuez erstmals aufgeführt. Die Idee zu dem Werk stammt von dem mit Metastasio befreundeten Sänger Farinelli. Metastasio sieht es als eines seiner gelungensten Werke an.
- 29. Oktober: In Fontainebleau wird Daphnis et Églé, eine Pastorale héroïque in einem Akt von Jean-Philippe Rameau über ein Libretto von Charles Collé aufgeführt. Ebenda erlebt am 13. November auch Rameaus Einakter („acte de ballet“) Les Sybarites über ein Libretto von Jean-François Marmontel seine Weltpremiere.
- 19. November: Die Uraufführung der Oper La Fête de Cythère von Michel Blavet erfolgt im Château de Berny.

### Instrumentalmusik
- Carl Philipp Emanuel Bach: Cellokonzert A-Dur H 439

### Lehrbücher
- Der erste Teil von Carl Philipp Emanuel Bachs musikalischem Lehrwerk Versuch über die wahre Art das Clavier zu spielen erscheint.
- Friedrich Wilhelm Marpurg veröffentlicht den ersten Teil seines musiktheoretischen Lehrbuchs Abhandlung von der Fuge.

### Theatereröffnungen
- 15. Juni: Das Schlosstheater Schwetzingen wird mit Ignaz Holzbauers Oper Il figlio delle selve eröffnet.
- 12. Oktober: Das Cuvilliés-Theater in München wird mit der Oper Catone in Utica des italienischen Komponisten und kurfürstlichen Kammermusikdirektors Giovanni Battista Ferrandini eröffnet.
- Das Teatro Carignano in Turin wird eröffnet.

## Geboren

### Geburtsdatum gesichert
- 09. Januar: Luísa Todi, portugiesische Opernsängerin († 1833)
- 11. März: Pierre-François Levasseur, französischer Violoncellist und Komponist († 1815)
- 08. Juni: Nicolas Dalayrac, französischer Komponist († 1809)
- 29. August: Johann Braun, deutscher Violinist und Komponist († 1811)
- 11. September: Friedrich August Baumbach, deutscher Komponist und Freimaurer († 1813)
- 29. September: Johann Gottfried Schicht, deutscher Komponist, Gewandhauskapellmeister und Thomaskantor († 1823)
- 04. Oktober: Anna Heinel, deutsche Tänzerin († 1808)
- 14. Oktober: Franz Anton Dimmler, deutscher Komponist und klassischer Instrumentalmusiker († 1827)
- 14. Oktober: Johann Christian Firnhaber, deutscher Musiker, Komponist, Pianist, Klavierlehrer und Musikalienhändler († 1828)
- 06. November: Jean-Baptiste Bréval, französischer Cellist und Komponist († 1823)
- 22. November: Jean Arnold Antoine Tuerlinckx, belgischer Musikinstrumentenmacher († 1827)
- 30. November: Johann Baptist Schenk, österreichischer Komponist († 1836)
- 10. Dezember: Melchior Ludolf Herold, deutscher Kirchenliedkomponist und Priester († 1810)
- 28. Dezember: Johan Wikmansson, schwedischer Komponist († 1800)

### Genaues Geburtsdatum unbekannt
- Johann Georg Bäßler, deutscher reformierter Kirchenmusiker und Komponist († 1807)
- Sidonie Voitus, deutsche Sängerin (Sopran) sowie Mitbegründerin und Vorsteherin der Berliner Singakademie († 1837)

## Gestorben

### Todesdatum gesichert
- 07. Februar: Giovanni Alberto Ristori, italienischer Komponist (* 1692)
- 16. Februar: Giacomo Facco, venezianischer Violinist, Kapellmeister und Komponist (* 1676)
- 08. März: Friedrich Maximilian von Lersner, deutscher Librettist und Bürgermeister (* 1697)
- 19. Mai: Jacques Aubert, französischer Violinist und Komponist (* 1689)
- 18. Juli: Johann Dietrich Busch, deutscher Orgelbauer (* 1700)
- 04. August: Gottfried Silbermann, deutscher Orgelbauer (* 1683)
- 28. August: Francesco Paolo Supriano, neapolitanischer Cellist und Komponist (* 1678)
- 24. September: Georg Gebel der Jüngere, deutscher Komponist (* 1709)
- 19. Oktober: Erasmus Bielfeldt, deutscher Orgelbauer (* 1682)

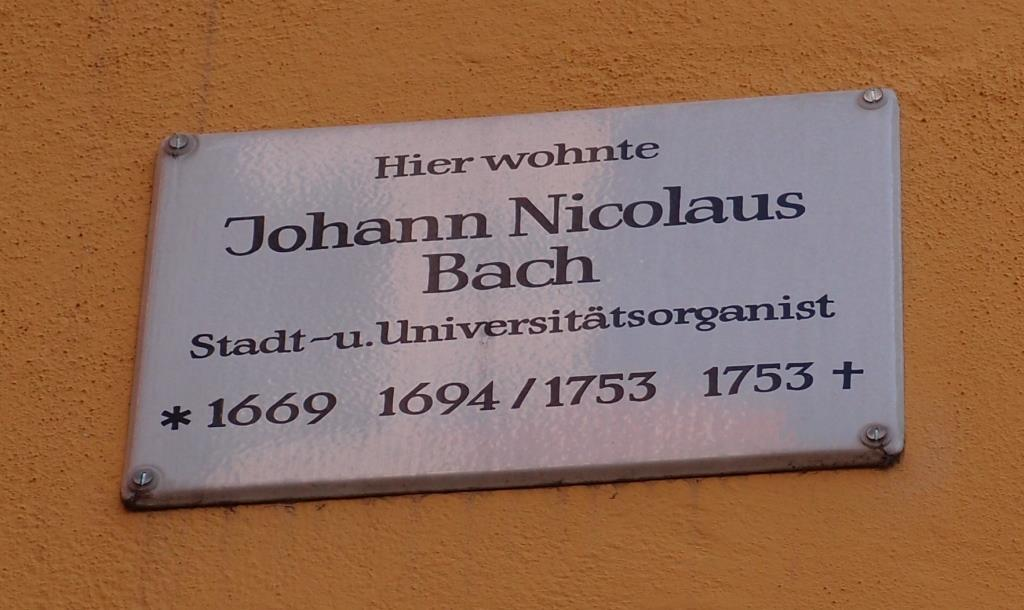
Gedenktafel für den Komponisten Johann Nicolaus Bach in Jena

- 04. November: Johann Nikolaus Bach, deutscher Komponist und Organist (* 1669)
- 00. November: Giovanni Maria Angelo Bononcini, italienischer Geiger, Cellist, Posaunist, Organist und Komponist (* 1678)
- 00. November: Giuseppe Valentini, italienischer Violinist und Komponist (* 1681)
- 16. November: Nicolas Racot de Grandval, französischer Komponist, Cembalist und Dramaturg (* 1676)

### Genaues Todesdatum unbekannt
- Liborius Müller, deutscher Orgelbauer (* um 1710)

### Gestorben um 1753
- Johann Michael Böhm, deutscher Konzertmeister (* um 1685)